# 実紀
実紀（みのり、1998年7月25日 - ）は、日本の役者、タレント、歌手。熊本県出身。2017年までは本名の鈴木みのり（すずき みのり）名義で活動していた。夫はプロサッカー選手の渡辺皓太。

## 略歴
事務所オーディションを経て、福岡県久留米市を舞台とした映画『かえりてゆきし故郷の途』（2015年）でデビュー。
2015年9月からJリーグのロアッソ熊本の公式応援女子マネージャーに着任。2017年4月12日にはその応援ソング「真っ赤なユニフォーム」で徳間ジャパンより歌手デビューも果たし、同年4月30日には東京・銀座の熊本県アンテナショップ「銀座熊本館」にて同曲のCDリリースイベントを開催した。
2017年12月6日、当シーズンをもって同チーム公式応援女子マネージャーを卒業することを発表。同月をもって芸能事務所Mousaとのマネージメント契約を終了した。
2018年2月8日より第一プログループの芸能事務所であるノーリーズンへ移籍し、実紀として活動を再開。同年3月1日には、ロアッソ熊本のガールズアンバサダーに就任した。同年3月25日には徳間ジャパンよりセカンドシングル「君とぼくのキセキ」を配信リリースした。
2019年8月1日、Jリーグサッカー選手渡辺皓太（当時東京ヴェルディ1969所属）と同年7月20日に入籍していたことを発表した。
2020年4月7日、長男を出産。
2022年7月7日、次男を出産。
2023年8月29日にノーリーズンを退社。
2023年11月21日、三男を出産。

## 人物
女優を目指したきっかけは、テレビドラマ『花より男子』（2005年）が大好きで、「主演の井上真央のような強い意志を持った女の子になりたい」という思いが「そんな役を演じてみたいな」へ転じたからだという。
目標とする女優は橋本愛。橋本のことは自分だけの個性をしっかりと持った女優と評しており、鈴木も自分だけの個性を持ちたいという。
クラスで最下位になったこともあるほど勉強は苦手だが、握力は学年の女子で3番に入る30キログラム代後半を誇る。
趣味は、車の運転、スポーツ観戦、ウォーキング、散歩、天体観測、茶道。特技は 大食い、熊本愛、土佐弁、食品成分分析（JADP認定 食育アドバイザー資格）。
スポーツ経験はないが、弟の影響から家族ぐるみでロアッソ熊本を応援するようになった。応援している選手はGKのシュミット・ダニエル。
アスリートフードマイスター3級。

## 活動歴

### 舞台
- projectDREAMER「繋ぐ！」（2015年2月19日 - 22日、戸野広浩司記念劇場）[16]
- 劇団空間演人「SAKURA」（2015年4月1日 - 6日、両国・エアースタジオ）[16]
- アリスインプロジェクト「ヨルハVer.1.1」（2015年5月23日 - 31日、新宿村LIVE） - デルタ部隊 タームα 役[16][17]
- 劇団空間演人「オサエロ」（2015年8月12日 - 17日、両国・エアースタジオ）[16]
- 劇団コラソン「ジミヘン」（2015年8月21日 - 23日、ニッポン放送・イマジンスタジオ）[16][18]
- Human Art Theater「葉櫻」（2015年8月29日、高円寺・スタジオK）[16]
- 劇団空間浪人「SAKURA」（2016年3月23日 - 28日、両国・エアースタジオ）[16]
- 劇団SPACE☆TRIP「ホンキー！トンキー！クライング！〜部屋に幽霊とロックで大迷惑」（2016年4月29日 - 5月1日、東京学芸大学千本桜ホール）[16]

### バラエティ
- FIFA U17ワールドカップチリ総集編 2015 スタジオゲスト（2015年11月 - 、CX）
- Jリーグ中継 ハーフタイムピッチリポート（2016年4月 - 、スカパー）
- Jリーグ中継 スタジアムグルメリポート（2016年4月 - 、RKK）
- がまだせロアッソ メインMC（2016年8月 - 2017年10月、J:COM）ロアッソ熊本応援番組
- DO YOU?サタデー 歌ゲスト（2017年2月 - 、BSフジ）
- ゴゴスマ 告知ゲスト（2017年3月 - 、CBC）
- 居酒屋英太郎 トークゲスト（2017年4月 - 、RKK）
- ウェルカム 告知ゲスト（2017年4月 - 、RKK）
- サウンドステディ 歌ゲスト（2017年4月 - 、RKK）
- 若っとランド トークゲスト（2017年4月 - 、RKK）
- 痛快TV スカッとジャパン イヤミ課長シリーズ（2018年7月 - 、フジテレビ）
- 梅沢富美男のズバッと聞きます 三田寛子役（2019年4月 - 、フジテレビ）

### テレビドラマ
- 初森ベマーズ（2015年、テレビ東京、日京女子学院生徒役）[16]

### ネット配信
- SHOWROOM 小嶋乃愛と鈴木みのりの夏の課題授業（2015年）[16]
- SHOWROOM ジャガーズ・実紀の水曜日は急J昇（2018年）
- ニコニコ動画「実紀のスタジアムに行くんだJ!」（2019年5月 - ）

### 映画
- かえりてゆきし故郷の途（2015年）[16]
- バーサーカーズ GUNZ BRAZE / Berserkers（2017年）
- PENSEE〜この丘でいつまでもあなたを〜（2018年）
- ふたりの空 あしきた映画

### 歌唱曲
- 真っ赤なユニフォーム
  - 作詞 - 鈴木みのり / 補作詞 - 野澤清久 / 作曲 - mico / 編曲 - 竹内弘一
  - ロアッソ熊本応援歌
- チャージ
  - 作詞 - 鈴木みのり / 補作詞 - 野澤清久 / 作曲 - mico / 編曲 - 竹内弘一
  - 熊本応援ソング
- 君とぼくのキセキ
  - 作詞・作曲・編曲 - 冷泉三区音響研究所
  - 映画『PENSEE〜この丘でいつまでもあなたを〜』挿入歌

### ミュージックビデオ
- Growing Pains (SILHOUETTE FROM THE SKYLIT) メイン出演
- うちわとペンラと銀テの空（ジャガーズ） ボーカル参加
- カスカー・ド・アーラ（ジャガーズ） MV出演

### ラジオ
- ロアッソ魂 準レギュラー（2016年3月 - 、熊本シティFM）
- VIVA ROASSO RADIO レギュラー（2016年3月 - 11月、RKK）
- 大竹まことゴールデンラジオ ゲスト（2017年4月、QR）
- ラジアナ ゲスト出演（2018年3月、NACK5）
- 学生街のエンタメ倶楽部 レギュラー（2018年3月 - 、八王子FM）
- エンタメ倶楽部 MC（2018年4月 - 、レインボータウンFM）
- ムーンラウンジ八代 ゲスト（2018年8月、ラジオ日本）
- ラジてん ゲスト（2018年9月、2019年6月、RKKラジオ）

### CM
- 渋谷芸術祭2015（2015年）

### その他
- 東京渋谷コレクション2015春（2015年、東京FMホールモデル出演）[16]
- 「月刊オーディション」インタビュー（白夜書房、2016年3月号）[16]
- 渋谷芸術祭2015 公式アンバサダー
- 熊本城マラソン ゲストランナー（2016年1月）
- くまモン誕生祭 イベントゲスト（2016年11月）
- ロアッソ熊本オフィシャルショップ1日店長（2017年4月）
- 銀座熊本館1日店長（2017年4月、2018年8月）
- ロアッソ熊本
  - 公式応援女子マネージャー（2015年 - 2017年）[4][7]
  - ガールズアンバサダー（2018年 - ）[11]